# Liste der Biografien/Ro
Liste der Biografien |
Portal Biografien |
Personensuche
# |
A |
B |
C |
D |
E |
F |
G |
H |
I |
J |
K |
L |
M |
N |
O |
P |
Q |
R |
S |
T |
U |
V |
W |
X |
Y |
Z |
?
 
Ra |
Rb |
Rd |
Re |
Rh |
Ri |
Rj |
Rk |
Rl |
Rm |
Rn |
Ro |
Rr |
Rs |
Rt |
Ru |
Rv |
Rw |
Rx |
Ry |
Rz
 
Roa |
Rob |
Roc |
Rod |
Roe |
Rof |
Rog |
Roh |
Roi |
Roj |
Rok |
Rol |
Rom |
Ron |
Roo |
Rop |
Roq |
Ror |
Ros |
Rot |
Rou |
Rov |
Row |
Rox |
Roy |
Roz 
Die Liste der Biografien führt alle Personen auf, die in der deutschsprachigen Wikipedia einen Artikel haben. Dieses ist eine Teilliste mit 7 Einträgen von Personen, deren Namen mit den Buchstaben „Ro“ beginnt.

## Ro
- Ro James (* 1986), US-amerikanischer R&B-Musiker
- Ro, Hyo-gyong (* 1999), nordkoreanische Leichtathletin
- Ro, Paul Marie Kinam (1902–1984), koreanischer Bischof
- Ro, Tu-chol (* 1944), nordkoreanischer Politiker
- Ro, Un-ok (* 1989), nordkoreanische Langstreckenläuferin
- Ró-Ró (* 1990), katarisch-kap-verdischer FußballspielerRó-Ró (* 1990)

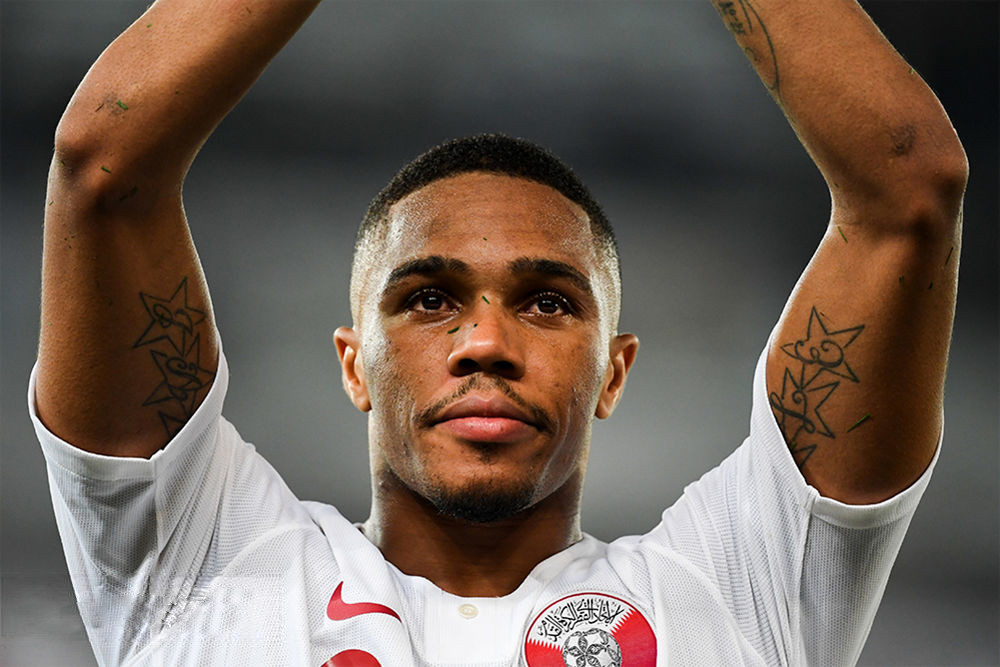
Ró-Ró (* 1990)

- Ro.Ka.Wi. (* 1952), ungarische Künstlerin